# The Shamen
The Shamen waren eine britische Band, die sich vor allem mit elektronischer Musik beschäftigte. Gegründet wurde die Gruppe 1985 in Aberdeen von Colin Angus (Bass, Gesang, * 24. August 1961), Derek McKenzie (Gitarre, Gesang, * 27. Februar 1964) und Keith McKenzie (Schlagzeug, * 30. August 1961); Peter Stephenson (Keyboard, * 1. März 1962) kam wenig später hinzu. The Shamen begannen mit Psychedelic Rock und experimentierten ab 1987 als eine der ersten Gitarren-Bands mit Acid House. William Sinnott („Will Sin“, * 23. Dezember 1960, † 23. Mai 1991) kam als Bandmitglied hinzu; Derek McKenzie, Keith McKenzie und Peter Stephenson verließen The Shamen nacheinander. Als Duo wandten sich The Shamen ab 1989 ganz der Rave-Kultur und dem Techno zu. Nach dem Tod Sinnotts vor der Küste La Gomeras führte Colin Angus gemeinsam mit Richard West („Mr. C“) The Shamen zunächst als erfolgreichen Hitparaden-Act weiter; ab Mitte der 1990er Jahre wurde das Duo wieder experimenteller, erzielte aber keine kommerziellen Erfolge mehr. The Shamen lösten sich 1999 auf.

## Geschichte
Unter dem Bandnamen „Alone Again Or“ veröffentlichten The Shamen 1985 ihre erste Maxi-Single mit dem Titel Dream Come True. Gitarrist, Sänger und Songschreiber war zu jener Zeit Derek McKenzie. Bei gleicher Besetzung an den Instrumenten übernahm Bassist Colin Angus unter dem Namen „The Shamen“ die Führung. Die erste Maxi als The Shamen war They Might Be Right… But They’re Certainly Wrong (1985), eine EP, immer noch mit dem Gesang von Derek McKenzie. Mit der Gründung ihres eigenen Labels Moksha waren The Shamen ab der Veröffentlichung ihrer zweiten Maxi Young Till Yesterday / World Theatre (1986, nun zusätzlich mit Peter Stephenson) unabhängig. Stilistisch bewegten sich The Shamen bis Anfang 1987 zwischen Psychedelic Rock und Indie-Pop. Das Album Drop, das die frühe Phase dokumentiert und sowohl Songs von McKenzie als auch solche von Angus enthält, erschien 1987.
Die Maxi Christopher Mayhew Says (1987, ohne Derek McKenzie, mit Will Sin am Bass und Colin Angus an der Gitarre) war die erste Shamen-Platte mit elektronischen Beats, aber immer noch dominanten Gitarren. Der Song enthält ein Sample des britischen Abgeordneten C. Mayhew aus dem Jahr 1955, in dem der Labour-Politiker einen Meskalin-Trip beschreibt. Über die Jahre hinweg bildeten Songtexte über psychedelische Drogenerfahrungen eine der wenigen Konstanten in der Karriere von The Shamen. In den 1980er Jahren verbreiteten The Shamen aber auch politische Botschaften, wie etwa auf ihrer übernächsten Maxi Jesus Loves Amerika (1988). Mit der vom Acid House-Produzenten Bam Bam abgemischten Maxi Transcendental (1988) gelang The Shamen ihr erster Club-Hit. Diese Übergangsphase zwischen Rock und Techno dokumentiert das Album In Gorbachev We Trust, das 1989 erschien.
Nach der Phorward EP (1989, nun als Duo mit Angus und Sin) unterschrieben The Shamen beim Indie-Label One Little Indian und veröffentlichten 1990 das Album En-Tact, gemessen an künstlerischem Einfluss bis heute ihr wichtigstes Werk. Mit diesem Album wandten sich The Shamen vollständig dem Techno und Electro zu, wobei wiederum psychedelische Inspirationen aufgenommen wurden. Der Gesang wurde reduziert, blieb jedoch in den meisten Stücken erhalten. Vier auch als Maxi veröffentlichte Songs waren auf En-Tact enthalten, wovon Progen (Move Any Mountain) (1990) ein großer Club-Hit wurde (außerhalb Großbritanniens auch insbesondere in der Schweiz). En-Tact erschien 1991 in einer zweiten Auflage mit Remixes von William Orbit, Graham Massey, Meat Beat Manifesto, Orbital, Renegade Soundwave und anderen. Unter dem Titel Progeny wurden vierzehn Mixes des Songs Progen veröffentlicht.
Kurz nach einem Videodreh auf Teneriffa kam Sinnott am 23. Mai 1991 beim Schwimmen vor der Küste La Gomeras ums Leben. Danach nahm Colin Angus mit Rapper und DJ Mr. C, der bei Progen erstmals mit The Shamen zusammengearbeitet hatte, das kommerziell erfolgreichste Album Boss Drum (1992) auf; es orientierte sich stärker am House und am Pop und enthielt Rap-Einlagen von Mr. C. Fünf aus dem Album ausgekoppelte Maxis erreichten in Großbritannien die Top 20 der Hitparade; mit der Single Ebeneezer Goode (1992), die wegen Ermunterung zum Drogenkonsum kritisiert wurde, schaffte The Shamen ihre einzige Nummer-1-Platzierung.
Ab 1993 verlor The Shamen an Bedeutung als kreative Kraft. Das Album Axis Mutatis (1995) enthält etwas sanftere Klänge als Boss Drum, ähnelt aber ansonsten seinem Vorgängeralbum. Hempton Manor (1996) legte die Band nur vor, um den Vertrag mit One Little Indian erfüllen zu können; es ist ein instrumentales Club-Album, das sich dem Pop-Publikum verweigert. Das letzte Album UV (1998) erschien wieder beim eigenen Label Moksha, wurde aber in der Szene der elektronischen Musik kaum wahrgenommen.
Zusammen mit Matt Cat bildete Colin Angus das kurzlebige Projekt „Pablo Sandoz“. Colin Angus steuerte 2010 zu dem Song Falling von Conscience den Gesang bei. Das Stück ist in zwei Versionen auf dem Album Gravity has gone enthalten.
2020 wurden Vorwürfe eines ehemaligen Weggefährten der Band laut, The Shamen hätten Textteile und Gesang von Ebeneezer Goode ohne Einwilligung verwendet.

## Diskografie

### Studioalben
| Jahr | Titel        | Höchstplatzierung, Gesamtwochen, AuszeichnungChartplatzierungen (Jahr, Titel, Platzierungen, Wochen, Auszeichnungen, Anmerkungen) | Höchstplatzierung, Gesamtwochen, AuszeichnungChartplatzierungen (Jahr, Titel, Platzierungen, Wochen, Auszeichnungen, Anmerkungen) | Höchstplatzierung, Gesamtwochen, AuszeichnungChartplatzierungen (Jahr, Titel, Platzierungen, Wochen, Auszeichnungen, Anmerkungen) | Höchstplatzierung, Gesamtwochen, AuszeichnungChartplatzierungen (Jahr, Titel, Platzierungen, Wochen, Auszeichnungen, Anmerkungen) | Anmerkungen                          |
| Jahr | Titel        | DE | AT | UK | US | Anmerkungen                          |
| ---- | ------------ | --- | --- | --- | --- | ------------------------------------ |
| 1990 | En-Tact      | — | — | UK31 (10 Wo.)UK | US138 (8 Wo.)US | Erstveröffentlichung: Oktober 1990   |
| 1992 | Boss Drum    | DE72 (18 Wo.)DE | AT28 (11 Wo.)AT | UK3 Platin · (35 Wo.)UK | — | Erstveröffentlichung: September 1992 |
| 1995 | Axis Mutatis | — | — | UK27 (2 Wo.)UK | — | Erstveröffentlichung: Oktober 1995   |

Weitere Studioalben
- 1987: Drop
- 1989: In Gorbachev We Trust
- 1989: Phorward
- 1996: Hempton Manor
- 1998: UV

### Weitere Alben
| Jahr | Titel                 | Höchstplatzierung, Gesamtwochen, AuszeichnungChartsChartplatzierungen (Jahr, Titel, Platzierungen, Wochen, Auszeichnungen, Anmerkungen) | Anmerkungen                                     |
| Jahr | Titel                 | UK | Anmerkungen                                     |
| ---- | --------------------- | --- | ----------------------------------------------- |
| 1991 | Progeny               | UK23 (2 Wo.)UK | Erstveröffentlichung: September 1991 Remixalbum |
| 1993 | The SOS EP            | UK14 (4 Wo.)UK | Erstveröffentlichung: November 1993 EP          |
| 1993 | On Air                | UK61 (1 Wo.)UK | Erstveröffentlichung: November 1993 Livealbum   |
| 1998 | The Shamen Collection | UK26 (4 Wo.)UK | Erstveröffentlichung: April 1998 Kompilation    |

Weitere Alben
- 1988: Strange Day Dreams
- 1993: Different Drum
- 1996: Remix Collection
- 2002: Hystericool

### Singles
| Jahr | Titel Album                           | Höchstplatzierung, Gesamtwochen, AuszeichnungChartplatzierungen (Jahr, Titel, Album, Platzierungen, Wochen, Auszeichnungen, Anmerkungen) | Höchstplatzierung, Gesamtwochen, AuszeichnungChartplatzierungen (Jahr, Titel, Album, Platzierungen, Wochen, Auszeichnungen, Anmerkungen) | Höchstplatzierung, Gesamtwochen, AuszeichnungChartplatzierungen (Jahr, Titel, Album, Platzierungen, Wochen, Auszeichnungen, Anmerkungen) | Höchstplatzierung, Gesamtwochen, AuszeichnungChartplatzierungen (Jahr, Titel, Album, Platzierungen, Wochen, Auszeichnungen, Anmerkungen) | Höchstplatzierung, Gesamtwochen, AuszeichnungChartplatzierungen (Jahr, Titel, Album, Platzierungen, Wochen, Auszeichnungen, Anmerkungen) | Anmerkungen                                           |
| Jahr | Titel Album                           | DE | AT | CH | UK | US | Anmerkungen                                           |
| ---- | ------------------------------------- | --- | --- | --- | --- | --- | ----------------------------------------------------- |
| 1990 | Pro-Gen En-Tact                       | — | — | — | UK55 (4 Wo.)UK | — | Erstveröffentlichung: April 1990                      |
| 1990 | Make It Mine En-Tact                  | — | — | — | UK42 (5 Wo.)UK | — | Erstveröffentlichung: September 1990                  |
| 1991 | Hyperreal En-Tact                     | — | — | — | UK29 (5 Wo.)UK | — | Erstveröffentlichung: April 1991                      |
| 1991 | Move Any Mountain En-Tact             | — | — | CH4 (13 Wo.)CH | UK4 (13 Wo.)UK | US38 (17 Wo.)US | Erstveröffentlichung: Juli 1991                       |
| 1992 | LSI (Love Sex Intelligence) Boss Drum | DE27 (11 Wo.)DE | — | CH19 (7 Wo.)CH | UK6 (8 Wo.)UK | — | Erstveröffentlichung: Juli 1992                       |
| 1992 | Ebeneezer Goode Boss Drum             | DE23 (11 Wo.)DE | AT11 (10 Wo.)AT | CH17 (12 Wo.)CH | UK1 Silber · (10 Wo.)UK | — | Erstveröffentlichung: August 1992                     |
| 1992 | Boss Drum                             | — | AT20 (8 Wo.)AT | CH22 (3 Wo.)CH | UK4 (8 Wo.)UK | — | Erstveröffentlichung: Oktober 1992                    |
| 1992 | Phorever People Boss Drum             | DE31 (11 Wo.)DE | AT17 (6 Wo.)AT | — | UK5 Silber · (10 Wo.)UK | — | Erstveröffentlichung: Dezember 1992                   |
| 1993 | Re:Evolution Boss Drum                | — | — | — | UK18 (2 Wo.)UK | — | Erstveröffentlichung: März 1993 feat. Terence McKenna |
| 1995 | Destination Eschaton Axis Mutatis     | — | — | — | UK15 (6 Wo.)UK | — | Erstveröffentlichung: August 1995                     |
| 1995 | Transamazonia Axis Mutatis            | — | — | — | UK28 (2 Wo.)UK | — | Erstveröffentlichung: Oktober 1995                    |
| 1996 | Heal (The Separation) Axis Mutatis    | — | — | — | UK31 (2 Wo.)UK | — | Erstveröffentlichung: Februar 1996                    |